# 马德里康普顿斯大学
马德里康普顿斯大学（西班牙語：Universidad Complutense de Madrid，縮寫：UCM），又译马德里大学、马德里孔普鲁腾塞大学、马德里完全大学，是一所位于西班牙首都马德里的综合性大学，是目前西班牙最大的大学，也是世界上最古老的一所大学之一。
马德里康普顿斯大学在哲学、西班牙文学、历史学、药剂学、视光学、新闻学、心理学和社会学等方面在西班牙处于领先地位。

## 历史
马德里康普顿斯大学的历史可以追溯到中世纪。1293年5月20日，西班牙国王桑丘四世（西班牙語：Sancho IV de Castilla）在埃纳雷斯堡建立了一所综合学校。1499年，教宗亚历山大六世同意西斯内罗斯樞機的请求，在综合学校的基础上建立一所完全大学，并发布教宗诏书以学校所在地埃纳雷斯堡的拉丁语名称（Complutum）为该大学命名为马德里孔普鲁腾西斯大学（Universitas Complutensis）。1836年学校搬到马德里。1850年，合并一些院校后更名为马德里大学（Universidad de Madrid），也叫中央大学（Universidad Central）。1970年恢复原名。

## 校區
马德里康普顿斯大学大学目前是西班牙规模最大的综合性大学，有两个校区：一处位于马德里大学城；一处位于波苏埃洛·德·阿拉尔孔近郊。

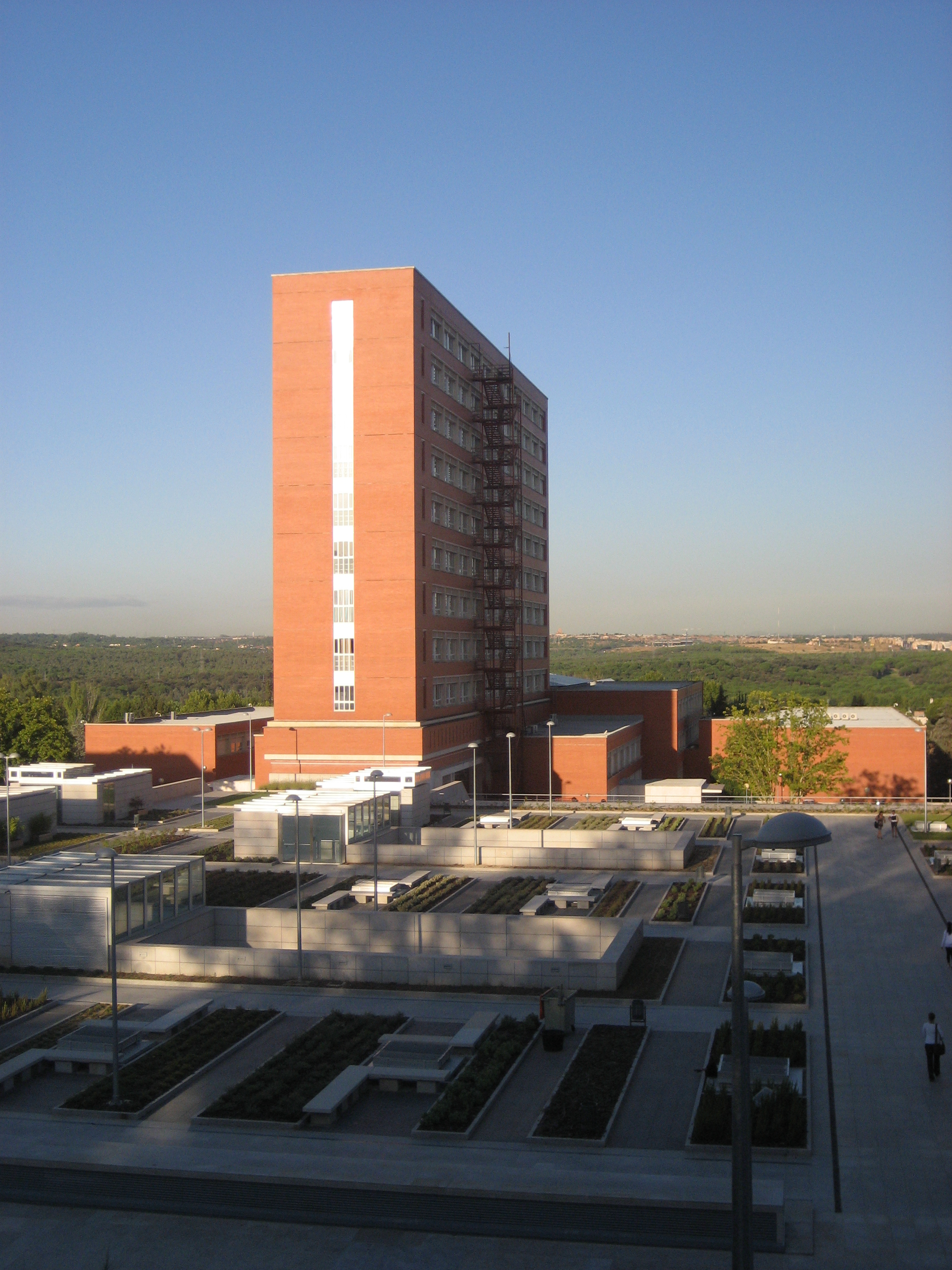
地理与历史学院
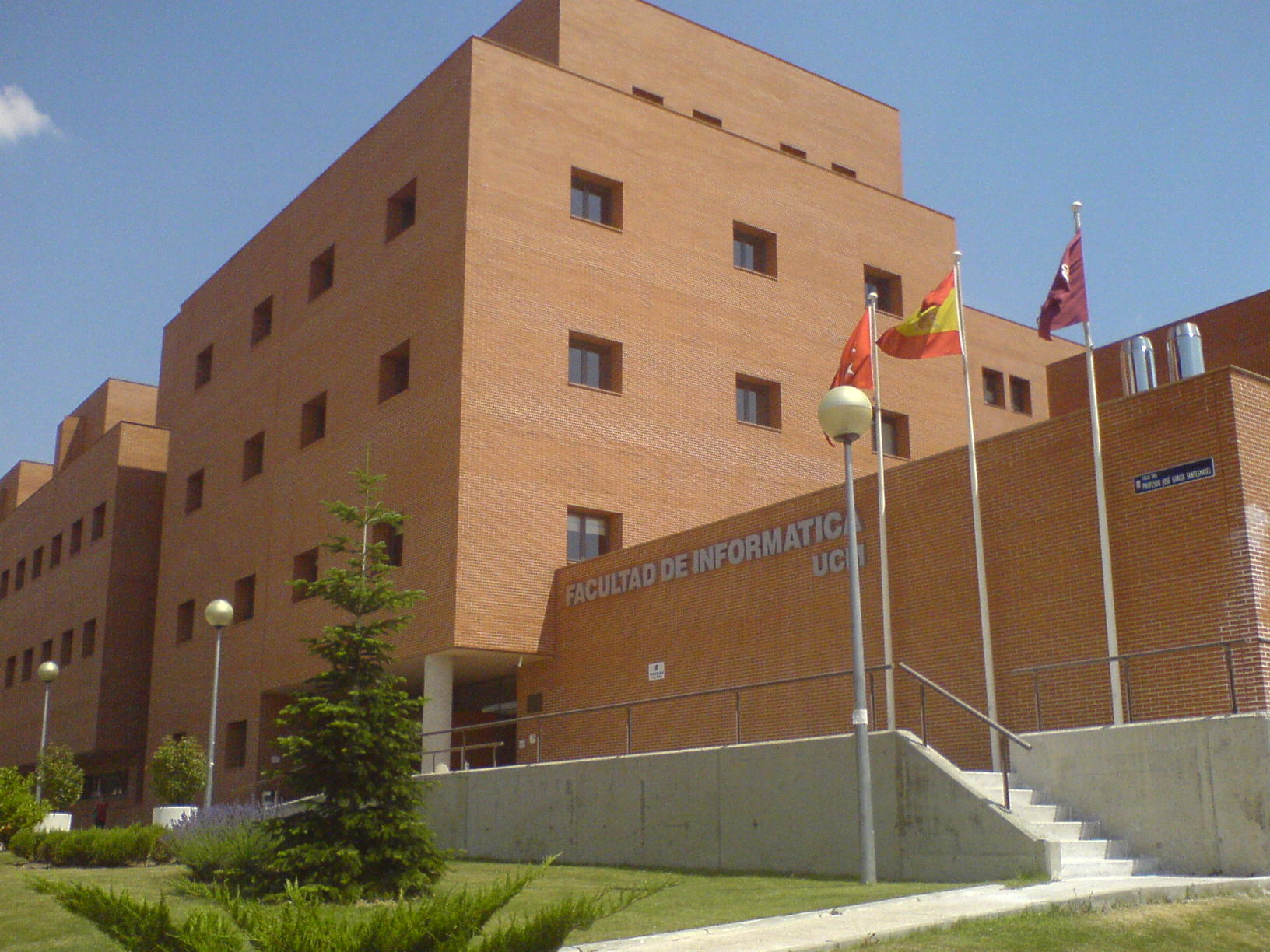
信息学院
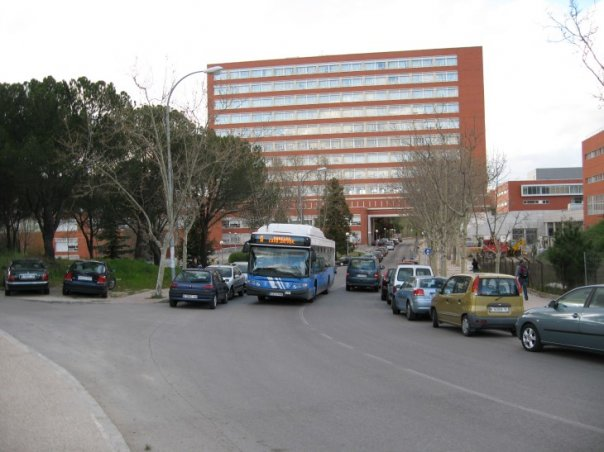

## 學術
該大學共有20个学院，6个专科学院，184个科系。拥有30多座图书馆，馆藏图书超过200万册，珍藏有超过9.0万册的历史文献和欧洲最大的电影收藏。
马德里康普顿斯大学大学目前是欧洲大学联盟Europaeum成员。

## 著名校友
- 卡米洛·何塞·塞拉：西班牙作家、诗人，1989年诺贝尔文学奖得主
- 何塞·埃切加赖：西班牙土木工程师、数学家、政治家、剧作家，1904年诺贝尔文学奖得主
- 哈辛托·贝纳文特：西班牙剧作家，1922年诺贝尔文学奖得主
- 阿莱克桑德雷·梅洛：西班牙诗人，1977年诺贝尔文学奖获得者
- 圣地亚哥·拉蒙-卡哈尔:西班牙医学家，1906年诺贝尔生理学或医学奖得主
- 塞韦罗·奥乔亚：西班牙裔美国生物化学家，1959年诺贝尔生理学或医学奖获得者
- 胡安·卡洛斯一世：西班牙退位国王
- 莱蒂齐亚·奥尔蒂斯·罗卡索拉诺：西班牙首位平民王后
- 玛丽亚·特雷莎·费尔南德斯·德拉维加·桑斯：西班牙第一副首相兼首相府大臣
- 卓忠宏：知名國際關係學家，專研歐盟議題
- 阿尔弗雷多·佩雷斯·鲁瓦尔卡瓦：西班牙内政部长
- 何塞·博雷利·丰特列斯：西班牙政治家，曾任欧洲议会议长。
- 阿兰·加西亚·佩雷斯：秘鲁总统
- 何塞·玛丽亚·阿斯纳尔：前西班牙首相
- 阿道弗·苏亚雷斯：前西班牙首相
- 哈维尔·索拉纳：西班牙政治家，曾担任欧盟理事会秘书长
- 胡安·林茲：知名社會學家，專研民主化理論
- 黎刹：菲律宾民族英雄